# Liste der Kulturdenkmale im Muskauer Park

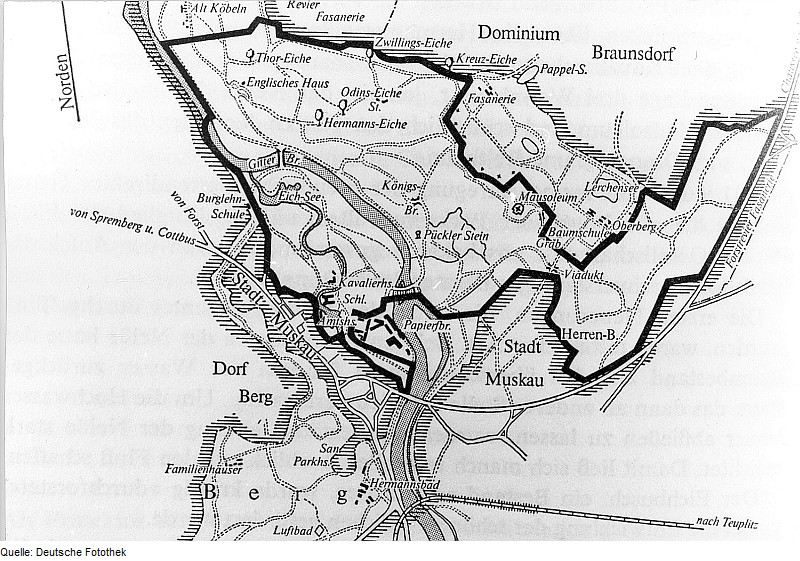
Alter Lageplan

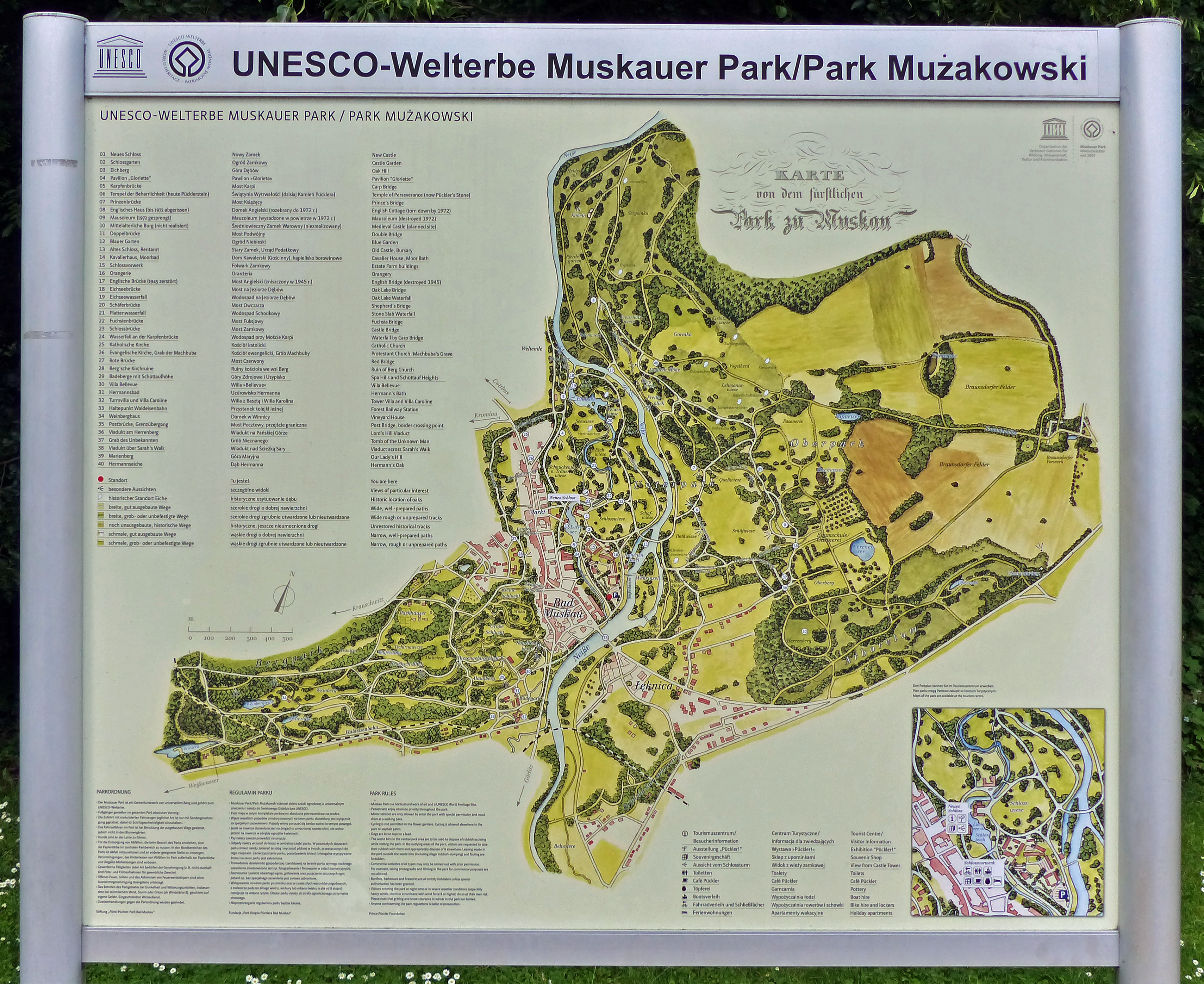
Muskauer Park heute

Die Liste der Kulturdenkmale im Muskauer Park enthält die Kulturdenkmale des Fürst-Pückler-Parks Bad Muskau, der in der Denkmalliste des Freistaates Sachsen unter der ID-Nr. 09300367 als Sachgesamtheit ausgewiesen ist und seit 2004 zum Weltkulturerbe gehört.
Der Ausbau des Parks wurde 1815 durch Hermann Graf von Pückler-Muskau begonnen und ab 1845 durch die nachfolgenden Besitzer der Standesherrschaft Muskau fortgesetzt.
Die Anmerkungen sind zu beachten.
Diese Liste ist eine Teilliste der Liste der Kulturdenkmale in Bad Muskau.

## Legende
- Bild: Bild des Kulturdenkmals, ggf. zusätzlich mit einem Link zu weiteren Fotos des Kulturdenkmals im Medienarchiv Wikimedia Commons. Wenn man auf das Kamerasymbol klickt, können Fotos zu Kulturdenkmalen aus dieser Liste hochgeladen werden:
- Bezeichnung: Denkmalgeschützte Objekte und ggf. Bauwerksname des Kulturdenkmals
- Lage: Straßenname und Hausnummer oder Flurstücknummer des Kulturdenkmals. Die Grundsortierung der Liste erfolgt nach dieser Adresse. Der Link (Karte) führt zu verschiedenen Kartendiensten mit der Position des Kulturdenkmals. Fehlt dieser Link, wurden die Koordinaten noch nicht eingetragen. Sind diese bekannt, können sie über ein Tool mit einer Kartenansicht einfach nachgetragen werden. In dieser Kartenansicht sind Kulturdenkmale ohne Koordinaten mit einem roten bzw. orangen Marker dargestellt und können durch Verschieben auf die richtige Position in der Karte mit Koordinaten versehen werden. Kulturdenkmale ohne Bild sind an einem blauen bzw. roten Marker erkennbar.
- Datierung: Baubeginn, Fertigstellung, Datum der Erstnennung oder grobe zeitliche Einordnung entsprechend des Eintrags in der sächsischen Denkmaldatenbank
- Beschreibung: Kurzcharakteristik des Kulturdenkmals entsprechend des Eintrags in der sächsischen Denkmaldatenbank, ggf. ergänzt durch die dort nur selten veröffentlichten Erfassungstexte oder zusätzliche Informationen
- ID: Vom Landesamt für Denkmalpflege Sachsen vergebene, das Kulturdenkmal eindeutig identifizierende Objekt-Nummer. Der Link führt zum PDF-Denkmaldokument des Landesamtes für Denkmalpflege Sachsen. Bei ehemaligen Kulturdenkmalen können die Objektnummern unbekannt sein und deshalb fehlen bzw. die Links von aus der Datenbank entfernten Objektnummern ins Leere führen. Ein ggf. vorhandenes Icon  führt zu den Angaben des Kulturdenkmals bei Wikidata.

## Liste der Kulturdenkmale im Muskauer Park
Diese Liste enthält alle Einzeldenkmale und Sachgesamtheitsbestandteile, die denkmalpflegerisch zur Sachgesamtheit Muskauer Park gehören. Zum Landschaftspark, der auf beiden Seiten der Lausitzer Neiße liegt, gehören auf sächsischer Seite die Einzeldenkmale und Sachgesamtheitsbestandteile im Schlosspark, Badepark und im Bergpark in Bad Muskau (einschl. dem anschließenden Bergpark in Krauschwitz) sowie auf polnischer Seite der Landschaftspark Park Mużakowski in Łęknica.
Die historische Bedeutung der Parkanlage ergibt sich aus dem Denkmaltext des Landesamts für Denkmalpflege Sachsen: „Der Muskauer Park, ein Landschaftspark (Gartendenkmal) mit drei Parkteilen (Schlosspark, Badepark, Bergpark) mitsamt der Alaunbergbaufolgelandschaft im Bergpark (Technisches Denkmal) ist baugeschichtlich, kulturgeschichtlich, gartenkünstlerisch sowie historisch von internationaler Bedeutung (Unesco-Weltkulturerbe).“
| Bild                    | Bezeichnung | Lage | Datierung | Beschreibung | ID       |
| ----------------------- | --- | --- | --- | --- | -------- |
| Schlosspark Bad Muskau  | | | | |          |
| Weitere Bilder          | Muskauer Park (Sachgesamtheit) | Bad Muskau, Bauhof 1 bis 6, 8 bis 12, 14; Hermannsbad 1, 5, 7, 8, 9 (Villa Pückler, Villa Bellevue, Obersteigerhaus, Badehaus, Turmvilla, Villa Caroline); Schloßstraße 4, 9 (Neues Schloss, Altes Schloss, Kavaliershaus); Buchenweg 1 (Weinberghaus), Hermannsbad (Hermannsbrücke); (Badepark, Bergpark, Schlosspark) (Karte) | 1815 (Parkanlage); 16. Jh. bis 1864 (Alaunbergbau) | Sachgesamtheit Muskauer Park, Landschaftspark (Gartendenkmal) mit drei Parkteilen (Schlosspark, Badepark, Bergpark) mitsamt der Alaunbergbaufolgelandschaft im Bergpark (Technisches Denkmal) und zahlreichen Einzeldenkmalen im Bereich Schlosspark, Badepark und Bergpark; dazu als Sachgesamtheitsbestandteil der Teil der Parkanlage in der Gemeinde Krauschwitz (ID-Nr. 09277079) – baugeschichtlich, kulturgeschichtlich, gartenkünstlerisch sowie historisch von internationaler Bedeutung (UNESCO-Weltkulturerbe).                                        | 09300367 |
| Weitere Bilder          | Schlosspark (Gartendenkmal zu ID-Nr. 09300367) | Bad Muskau (Schlosspark) (Karte) | 1815 (Parkanlage) | Gartendenkmal der Sachgesamtheit Muskauer Park (ID-Nr. 09300367); Bestandteile des Muskauer Parks von internationaler gartenkünstlerischer und historischer Bedeutung. | 09289941 |
| Weitere Bilder          | Neues Schloss (Einzeldenkmal zu ID-Nr. 09300367) | Bad Muskau, Schloßstraße, ohne Nr. (Schlosspark) (Karte) | Ab 1525 (Neues Schloss); 1361 (als Wasserburg) | Einzeldenkmal der Sachgesamtheit Muskauer Park (Sachgesamtheit – ID-Nr. 09300367); Bestandteil des Muskauer Parks von internationaler historischer Bedeutung. Neues Schloss (Schloßstraße): Dreiflügelanlage in der Form niederländisch geprägter Neurenaissance, Hof nach Osten geöffnet, an der Westseite Rundtürme, Auffahrtsrampe nach Plänen Schinkels, seit 1945 Ruine, Wiederaufbau 1996 bis 2013. | 09289941 |
| Weitere Bilder          | Bronzeplastik der zwei Löwen auf der Rampe vom Neuen Schloss (Einzeldenkmal zu ID-Nr. 09300367)                                                                    | Bad Muskau, Schloßstraße (Schlosspark) (Karte) | | Einzeldenkmal der Sachgesamtheit Muskauer Park (Sachgesamtheit – ID-Nr. 09300367); Bestandteil des Muskauer Parks von internationaler historischer Bedeutung. Im Vestibül des Neuen Schlosses lebensgroße Bronzeplastik „Machbuba“ von Adolf Menzner (1927). Prinz Friedrich der Niederlande ließ 1857 seine monumentalen Wappentiere, den flämischen und den wallonischen Löwen, auf der Rampe des Neuen Schlosses aufstellen, 2009 und 2010 erneuert. | 09289941 |
| Weitere Bilder          | Kalksteinpflanzgefäß nordwestlich des Schlosses (Einzeldenkmal zu ID-Nr. 09300367)                                                                                 | Bad Muskau, Schloßstraße (Schlosspark) (Karte) | 19. Jh. | Einzeldenkmal der Sachgesamtheit Muskauer Park (Sachgesamtheit – ID-Nr. 09300367); Bestandteil des Muskauer Parks von internationaler historischer Bedeutung. Kalksteinpflanzgefäß (Schlossinsel nordwestlich des Neuen Schlosses) Pflanzen und Amphore: 100×100×110 cm. | 09289941 |
| Weitere Bilder          | Altes Schloss (Rentamt) (Einzeldenkmal zu ID-Nr. 09300367) | Bad Muskau, Schloßstraße 4 (Karte) | Ab 1525 (Neues Schloss); 1361 (als Wasserburg) | Einzeldenkmal der Sachgesamtheit Muskauer Park (Sachgesamtheit – ID-Nr. 09300367); Bestandteil des Muskauer Parks von internationaler historischer Bedeutung. | 09289941 |
| Weitere Bilder          | Kavaliershaus mit vorgelagertem Kalksteinpflanzgefäß (Einzeldenkmal zu ID-Nr. 09300367)                                                                            | Bad Muskau, Schloßstraße 9 (Karte) | 1742 (Kavaliershaus); 19. Jh. (Pflanzgefäß) | Einzeldenkmal der Sachgesamtheit Muskauer Park (Sachgesamtheit – ID-Nr. 09300367); Bestandteil des Muskauer Parks von internationaler historischer Bedeutung. Kavaliershaus (Schloßstraße 9): langgestreckter Putzbau mit Mansarddach. Von 1950 bis 2009 als Moorbad benutzt. Kalksteinpflanzgefäß (vor Kavaliershaus): 120 ×120 × 95 cm, mit Putten, Tierwappen und Girlanden. | 09289941 |
| Weitere Bilder          | Sechs Brücken, drei Einfriedungen mit Toren, Gloriette, Schlossgärtnerei, Reithalle, Wehr und Turbinenhaus, Verwaltungsgebäude (Einzeldenkmale zu ID-Nr. 09300367) | Bad Muskau (Schlosspark) (Karte) | 19. Jh. (Schäferbrücke, 1982 wiederaufgebaut); 19. Jh. (Schlossbrücke); 1826 (Fuchsienbrücke); 2. Hälfte 19. Jh. (Karpfenbrücke); 1969 (Rehderbrücke); 1983 (Rekonstruktion Fuchsienbrücke); 1985 (Rekonstruktion Eichseebrücke) | Einzeldenkmale der Sachgesamtheit Muskauer Park (Sachgesamtheit – ID-Nr. 09300367); Bestandteile des Muskauer Parks von internationaler gartenkünstlerischer und historischer Bedeutung: - Karpfenbrücke - Schlossbrücke - Fuchsienbrücke - Rehder-Brücke - Schäfer-Brücke - Eichseebrücke und Eichseewehr - Gloriette - Drei Einfriedungen - Schlossgärtnerei - Reithalle - Wehr und Turbinenhaus - Verwaltungsgebäude | 09289957 |
| Weitere Bilder          | Karpfenbrücke (Einzeldenkmale zu ID-Nr. 09300367) | Bad Muskau (Schlosspark) (Karte) | 2. Hälfte 19. Jh. | Einzeldenkmale der Sachgesamtheit Muskauer Park (ID-Nr. 09300367); Bestandteile des Muskauer Parks von internationaler gartenkünstlerischer und historischer Bedeutung. Vorgängerbau von 1826 war aus Holz. | 09289957 |
| Weitere Bilder          | Schlossbrücke (Einzeldenkmale zu ID-Nr. 09300367) | Bad Muskau (Schlosspark) (Karte) | 19. Jh. (Schlossbrücke) | Einzeldenkmale der Sachgesamtheit Muskauer Park (ID-Nr. 09300367); Bestandteile des Muskauer Parks von internationaler gartenkünstlerischer und historischer Bedeutung. Material: Holz und Gusseisen. | 09289957 |
| Weitere Bilder          | Fuchsienbrücke (Einzeldenkmale zu ID-Nr. 09300367) | Bad Muskau (Schlosspark) (Karte) | 1826, 1983 rekonstruiert | Einzeldenkmale der Sachgesamtheit Muskauer Park (ID-Nr. 09300367); Bestandteile des Muskauer Parks von internationaler gartenkünstlerischer und historischer Bedeutung. | 09289957 |
| Weitere Bilder          | Rehderbrücke (Einzeldenkmale zu ID-Nr. 09300367) | Bad Muskau (Schlosspark) (Karte) | 1969 (Rekonstruktion) | Einzeldenkmale der Sachgesamtheit Muskauer Park (ID-Nr. 09300367); Bestandteile des Muskauer Parks von internationaler gartenkünstlerischer und historischer Bedeutung. 1969 von Grund auf neu erbaut, aus Holz. | 09289957 |
| Weitere Bilder          | Schäferbrücke (Einzeldenkmale zu ID-Nr. 09300367) | Bad Muskau (Schlosspark) (Karte) | 19. Jh. (Schäferbrücke, 1982 wiederaufgebaut) | Einzeldenkmale der Sachgesamtheit Muskauer Park (ID-Nr. 09300367); Bestandteile des Muskauer Parks von internationaler gartenkünstlerischer und historischer Bedeutung. | 09289957 |
| Weitere Bilder          | Eichseebrücke mit Eichseewehr (Einzeldenkmale zu ID-Nr. 09300367)                                                                                                  | Bad Muskau (Schlosspark) (Karte) | 1985 (Rekonstruktion) | Einzeldenkmale der Sachgesamtheit Muskauer Park (ID-Nr. 09300367); Bestandteile des Muskauer Parks von internationaler gartenkünstlerischer und historischer Bedeutung. Eichseebrücke und Eichseewehr, mit Wasserfall (1835), großer Findling 1838 eingefügt, 1985 rekonstruiert. | 09289957 |
| Weitere Bilder          | Gloriette (Einzeldenkmale zu ID-Nr. 09300367) | Bad Muskau (Schlosspark) (Karte) | 19. Jh. | Einzeldenkmale der Sachgesamtheit Muskauer Park (ID-Nr. 09300367); Bestandteile des Muskauer Parks von internationaler gartenkünstlerischer und historischer Bedeutung. | 09289957 |
| Weitere Bilder          | Drei Einfriedungen am Schlosspark (Einzeldenkmale zu ID-Nr. 09300367)                                                                                              | Bad Muskau (Schlosspark) (Karte) | 19. Jh. | Einzeldenkmale der Sachgesamtheit Muskauer Park (ID-Nr. 09300367); Bestandteile des Muskauer Parks von internationaler gartenkünstlerischer und historischer Bedeutung. - Parkeinfriedung I: Neißetor (Sandsteinpfeiler und schmiedeeiserne Gitter), Lage an der Postbrücke (Grenzübergang) - Parkeinfriedung II: Tor zum Park aus Ziegelpfeiler und Schmiedeeisen, Lage Parkstraße (bei Kirchplatz 5), - Parkeinfriedung III: schmiedeeiserne Parkeinfriedung, Ziegelpfeiler mit Bekrönung, Lage an einer Schnittstelle mit der Stadt in Höhe Berliner Straße 43 | 09289957 |
|                         | Schlossgärtnerei (Einzeldenkmale zu ID-Nr. 09300367) | Bad Muskau (Schlosspark) (Karte) | 19. Jh. | Einzeldenkmale der Sachgesamtheit Muskauer Park (ID-Nr. 09300367); Bestandteile des Muskauer Parks von internationaler gartenkünstlerischer und historischer Bedeutung. Schlossgärtnerei mit Gewächshäusern und Tropenhaus. | 09289957 |
|                         | Reithalle (Einzeldenkmale zu ID-Nr. 09300367) | Bad Muskau (Schlosspark) (Karte) | 19. Jh. | Einzeldenkmale der Sachgesamtheit Muskauer Park (ID-Nr. 09300367); Bestandteile des Muskauer Parks von internationaler gartenkünstlerischer und historischer Bedeutung. Lage im Schlosspark, am Promenadenweg, eingeschossiger Putzbau mit übergiebeltem Mittelrisalit. | 09289957 |
| Weitere Bilder          | Wehr und Turbinenhaus (Einzeldenkmale zu ID-Nr. 09300367) | Bad Muskau (Schlosspark) (Karte) | | Einzeldenkmale der Sachgesamtheit Muskauer Park (ID-Nr. 09300367); Bestandteile des Muskauer Parks von internationaler gartenkünstlerischer und historischer Bedeutung. Wehr und Turbinenhaus am Neißedamm im Schlosspark. | 09289957 |
|                         | Verwaltungsgebäude westlich des Turbinenhauses (Einzeldenkmale zu ID-Nr. 09300367)                                                                                 | Bad Muskau (Schlosspark) (Karte) | 19. Jh. | Einzeldenkmale der Sachgesamtheit Muskauer Park (ID-Nr. 09300367); Bestandteile des Muskauer Parks von internationaler gartenkünstlerischer und historischer Bedeutung. | 09289957 |
| Weitere Bilder          | Orangerie (Einzeldenkmal zu ID-Nr. 09300367) | Bad Muskau (Schlosspark) (Karte) | 1843–1845 | Einzeldenkmal der Sachgesamtheit Muskauer Park (Sachgesamtheit – ID-Nr. 09300367); Bestandteil des Muskauer Parks von internationaler gartenkünstlerischer und historischer Bedeutung. Hohes freistehendes Orangeriegebäude, Fenster mit Tudorbogen, Dachansatz mit Zinnenkranz. 1843–1845 von Ludwig Persius erbaut | 09289943 |
| Weitere Bilder          | Vorwerk, bestehend aus Alter Schmiede, zwei Wohnhäusern, einer Remise, dem Marstall, einem Stallgebäude und drei Einfriedungen (Einzeldenkmale zu ID-Nr. 09300367) | Bad Muskau, Bauhof 1, 2, 3, 4, 5, 6, 8, 9, 10, 11, 12, 14 (Schlosspark) (Karte) | Bezeichnet mit 1901, im Kern älter (Vorwerk); um 1900 (Schmiede und Wohnhaus); bezeichnet mit 1901 (Marstall) | Einzeldenkmale der Sachgesamtheit Muskauer Park (Sachgesamtheit – ID-Nr. 09300367); Bestandteile des Parks von internationaler gartenkünstlerischer und historischer Bedeutung. Zum Vorwerk gehören: - Alte Schmiede - zwei Wohnhäuser für Bedienstete - Remise - Marstall - Stallgebäude - drei Einfriedungen | 09289944 |
| Weitere Bilder          | Alte Schmiede (Einzeldenkmal zu ID-Nr. 09300367) | Bad Muskau, Bauhof 1, 2 (Schlosspark) (Karte) | um 1900 (Schmiede und Wohnhaus) | Einzeldenkmale der Sachgesamtheit Muskauer Park (ID-Nr. 09300367); Bestandteile des Parks von internationaler gartenkünstlerischer und historischer Bedeutung. | 09289944 |
| Weitere Bilder          | Zwei Wohnhäuser für Bedienstete (Einzeldenkmale zu ID-Nr. 09300367)                                                                                                | Bad Muskau, Bauhof 3–6 und 8–11 (Schlosspark) (Karte) | um 1900 (Schmiede und Wohnhaus) | Einzeldenkmale der Sachgesamtheit Muskauer Park (ID-Nr. 09300367); Bestandteile des Parks von internationaler gartenkünstlerischer und historischer Bedeutung. | 09289944 |
| Weitere Bilder          | Marstall (südliches Gebäude) (Einzeldenkmale zu ID-Nr. 09300367)                                                                                                   | Bad Muskau, Bauhof (Schlosspark) (Karte) | bezeichnet mit 1901 (Marstall) | Einzeldenkmale der Sachgesamtheit Muskauer Park (ID-Nr. 09300367); Bestandteile des Parks von internationaler gartenkünstlerischer und historischer Bedeutung. Marstall in einem Neobarock- / Neorenaissance-Gemisch: drei Risalite mit Welschen Giebeln, Mansarddach, bezeichnet mit 1901. | 09289944 |
| Weitere Bilder          | Remise (Einzeldenkmale zu ID-Nr. 09300367) | Bad Muskau, Bauhof 12, 14 (Schlosspark) (Karte) | Bezeichnet mit 1901, im Kern älter (Vorwerk); um 1900 (Schmiede und Wohnhaus); bezeichnet mit 1901 (Marstall) | Einzeldenkmale der Sachgesamtheit Muskauer Park (ID-Nr. 09300367); Bestandteile des Parks von internationaler gartenkünstlerischer und historischer Bedeutung. | 09289944 |
| Weitere Bilder          | Stallgebäude (Einzeldenkmale zu ID-Nr. 09300367) | Bad Muskau, nordöstlich von Bauhof 6 (Schlosspark) (Karte) | um 1900 | Einzeldenkmale der Sachgesamtheit Muskauer Park (ID-Nr. 09300367); Bestandteile des Parks von internationaler gartenkünstlerischer und historischer Bedeutung. | 09289944 |
| Weitere Bilder          | Drei Einfriedungen am Vorwerk (Einzeldenkmale zu ID-Nr. 09300367)                                                                                                  | Bad Muskau, Bauhof (Schlosspark) (Karte) | um 1900 | Einzeldenkmale der Sachgesamtheit Muskauer Park (ID-Nr. 09300367); Bestandteile des Parks von internationaler gartenkünstlerischer und historischer Bedeutung. Drei Einfriedungen östlich und westlich von Bauhof 6 und zwischen Bauhof 11 und 12 | 09289944 |
| Badepark Bad Muskau     | | | | |          |
| Weitere Bilder          | Badepark (Gartendenkmal zu ID-Nr. 09300367) | Bad Muskau, Hermannsbad (Badepark) (Karte) | Anfang 19. Jh. | Gartendenkmal der Sachgesamtheit Muskauer Park (ID-Nr. 09300367); Bestandteile des Muskauer Parks von internationaler gartenkünstlerischer und historischer Bedeutung. | 09289967 |
|                         | Villen und Badehaus des ehem. Hermannsbads (Einzeldenkmale zu ID-Nr. 09300367)                                                                                     | Bad Muskau, Hermannsbad 1, 5, 7, 8, 9 (Badepark) (Karte) | 1823/24 (Villa Pückler); Mitte 19. Jh. (Villa Bellevue); um 1900 (Turmvilla); um 1900 (Villa Caroline); Ende 19. Jh. (sog. Obersteigerhaus)                                                                                      | Einzeldenkmale der Sachgesamtheit Muskauer Park (ID-Nr. 09300367); Bestandteile des Muskauer Parks von internationaler gartenkünstlerischer und historischer Bedeutung: - Villa Bellevue - Badehaus - Villa Pückler - sogenanntes Obersteigerhaus - Villa Caroline - Turmvilla mit Nebengebäude | 09289967 |
|                         | Villa Bellevue (Einzeldenkmal zu ID-Nr. 09300367) | Bad Muskau, Hermannsbad 1 (Badepark) (Karte) | Mitte 19. Jh. | Einzeldenkmal der Sachgesamtheit Muskauer Park (ID-Nr. 09300367); Bestandteile des Muskauer Parks von internationaler gartenkünstlerischer und historischer Bedeutung. | 09289967 |
| Weitere Bilder          | Badehaus (Einzeldenkmal zu ID-Nr. 09300367) | Bad Muskau, Hermannsbad (Badepark) (Karte) | Mitte 19. Jh. | Einzeldenkmal der Sachgesamtheit Muskauer Park (ID-Nr. 09300367); Bestandteile des Muskauer Parks von internationaler gartenkünstlerischer und historischer Bedeutung. | 09289967 |
|                         | Villa Pückler (Einzeldenkmal zu ID-Nr. 09300367) | Bad Muskau, Hermannsbad 5 (Badepark) (Karte) | 1823/24 | Einzeldenkmal der Sachgesamtheit Muskauer Park (ID-Nr. 09300367); Bestandteile des Muskauer Parks von internationaler gartenkünstlerischer und historischer Bedeutung. | 09289967 |
|                         | sogenanntes Obersteigerhaus mit Nebengebäude (Einzeldenkmal zu ID-Nr. 09300367)                                                                                    | Bad Muskau, Hermannsbad 7, 8 (Badepark) (Karte) | Ende 19. Jh. | Einzeldenkmal der Sachgesamtheit Muskauer Park (ID-Nr. 09300367); Bestandteile des Muskauer Parks von internationaler gartenkünstlerischer und historischer Bedeutung. | 09289967 |
|                         | Villa Caroline und Nebengebäude (Einzeldenkmal zu ID-Nr. 09300367)                                                                                                 | Bad Muskau, Hermannsbad (Badepark) (Karte) | Mitte 19. Jh. | Einzeldenkmal der Sachgesamtheit Muskauer Park (ID-Nr. 09300367); Bestandteile des Muskauer Parks von internationaler gartenkünstlerischer und historischer Bedeutung. | 09289967 |
|                         | Turmvilla (Einzeldenkmal zu ID-Nr. 09300367) | Bad Muskau, Hermannsbad 9 (Badepark) (Karte) | um 1900 | Einzeldenkmal der Sachgesamtheit Muskauer Park (ID-Nr. 09300367); Bestandteile des Muskauer Parks von internationaler gartenkünstlerischer und historischer Bedeutung. | 09289967 |
|                         | Fußgängerbrücke im Muskauer Park (Einzeldenkmal zu ID-Nr. 09300367)                                                                                                | Bad Muskau, nördlich von Hermannsbad 5 (Badepark) (Karte) | Um 1913 | Einzeldenkmal der Sachgesamtheit Muskauer Park (Sachgesamtheit – ID-Nr. 09300367); Hermannsbrücke, einbogige Brücke, Bestandteil des Muskauer Parks von internationaler gartenkünstlerischer und historischer Bedeutung. Hermannsbrücke mit schlichtem schmiedeeisernem Geländer. | 09289968 |
| Bergpark Bad Muskau     | | | | |          |
| Weitere Bilder          | Bergpark (Gartendenkmal zu ID-Nr. 09300367) | Bad Muskau (Bergpark) (Karte) | 16. Jh. bis 1864 (Alaunbergbau) | Gartendenkmal der Sachgesamtheit Muskauer Park (ID-Nr. 09300367); Bestandteile des Muskauer Parks von internationaler gartenkünstlerischer und historischer Bedeutung. | 09289960 |
| Weitere Bilder          | Ruine der Bergkirche mit Resten der Einfriedungsmauer am Kapellenweg (Einzeldenkmal zu ID-Nr. 09300367)                                                            | Bad Muskau (Bergpark) (Karte) | Mitte 14. Jh. | Einzeldenkmal der Sachgesamtheit Muskauer Park (Sachgesamtheit – ID-Nr. 09300367); Bestandteil des Muskauer Parks von internationaler gartenkünstlerischer und historischer Bedeutung. Ehem. Dorfkirche von Berg. | 09289960 |
| Weitere Bilder          | Brücke über die Bergsche Kirchgasse (sog. Rote Brücke) (Einzeldenkmal zu ID-Nr. 09300367)                                                                          | Bad Muskau (Bergpark) (Karte) | | Einzeldenkmal der Sachgesamtheit Muskauer Park, wichtig für Blickbeziehungen innerhalb des Parks (Sachgesamtheit – ID-Nr. 09300367); Bestandteil des Muskauer Parks von internationaler gartenkünstlerischer und historischer Bedeutung | 09289960 |
|                         | Brücke über die Straße aus Richtung Badepark (Einzeldenkmal zu ID-Nr. 09300367)                                                                                    | Bad Muskau (Bergpark, westlich Hermannsbad 1) (Karte) | 1920er Jahre | Einzeldenkmal der Sachgesamtheit Muskauer Park (Sachgesamtheit – ID-Nr. 09300367); Bestandteil des Muskauer Parks von internationaler gartenkünstlerischer und historischer Bedeutung | 09289960 |
|                         | Weinberghaus; Wohnhaus mit Seitengebäude (Einzeldenkmal zu ID-Nr. 09300367)                                                                                        | Bad Muskau, Buchenweg 1 (Bergpark; nordöstlich vom Weinbergteich) (Karte) | 2. Hälfte 19. Jh. | Einzeldenkmal der Sachgesamtheit Muskauer Park (Sachgesamtheit – ID-Nr. 09300367); Seitengebäude teilweise Fachwerk, Bestandteile des Muskauer Parks von internationaler gartenkünstlerischer und historischer Bedeutung. Weinberghaus: Wohnhaus mit Seitengebäude, eingeschossige massive Putzbauten, Sprossenfenster im originalen Sinn, rote Einfärbung, Biberschwanz-Kronen-Deckung. | 09289961 |
| Bergpark Krauschwitz    | | | | |          |
|                         | Sachgesamtheitsbestandteil der Sachgesamtheit Muskauer Park | Krauschwitz i.d. O.L., Bautzener Straße (Karte) | 16. Jh. bis 1864 (Alaunbergbau) | Sachgesamtheitsbestandteil der Sachgesamtheit Muskauer Park: Landschaftspark (Gartendenkmal) mitsamt der Alaunbergbaufolgelandschaft im Bergpark (Technisches Denkmal) ohne Einzeldenkmale (Sachgesamtheit ID-Nr. 09300367); gartenkünstlerisch, bergbaugeschichtlich sowie historisch von internationaler Bedeutung (Unesco-Weltkulturerbe). | 09277079 |
| Park Mużakowski Łęknica | | | | |          |
| Weitere Bilder          | Park Mużakowski Łęknica – polnischer Teil des Muskauer Parks (ID-Nr. 611830)                                                                                       | Łęknica, ul. Wybrzeżna 25 (Karte) | ab 1815 (Parkanlage) | Polnischer Teil des Parks in Łęknica (Lugknitz) im Powiat Żarski (Landkreis Sorau), Woiwodschaft Lebus – zusammen mit dem sächsischen Teil baugeschichtlich, kulturgeschichtlich, gartenkünstlerisch sowie historisch von internationaler Bedeutung (UNESCO-Weltkulturerbe). ID-Nr. 611830; Numer rejestru L-76 (d. 3362) z 31.12.1998 in der polnischen Denkmalliste. |          |
| Weitere Bilder          | Englische Brücke | Łęknica, ul. Wybrzeżna 25 (Karte) | ab 1815 (Parkanlage) | Einzeldenkmal im polnischen Teil des Parks – zusammen mit dem sächsischen Teil baugeschichtlich, kulturgeschichtlich, gartenkünstlerisch sowie historisch von internationaler Bedeutung (UNESCO-Weltkulturerbe). 1945 zerstört, 2011 wiederhergestellt. |          |
| Weitere Bilder          | Ehem. Englisches Haus | Łęknica, ul. Wybrzeżna 25 (Karte) | ab 1815 (Parkanlage) | Einzeldenkmal im polnischen Teil des Parks – zusammen mit dem sächsischen Teil baugeschichtlich, kulturgeschichtlich, gartenkünstlerisch sowie historisch von internationaler Bedeutung (UNESCO-Weltkulturerbe). Ehem. Schankwirtschaft im Cottagestil. |          |
| Weitere Bilder          | Doppelbrücke | Łęknica, ul. Wybrzeżna 25 (Karte) | ab 1815 (Parkanlage) | Einzeldenkmal im polnischen Teil des Parks – zusammen mit dem sächsischen Teil baugeschichtlich, kulturgeschichtlich, gartenkünstlerisch sowie historisch von internationaler Bedeutung (UNESCO-Weltkulturerbe). Doppelbrücke 1945 zerstört, 2004 wiederhergestellt. |          |
| Weitere Bilder          | Halbkreisförmige Steinanlage an der Hermannseiche | Łęknica, ul. Wybrzeżna 25 (Karte) | ab 1815 (Parkanlage) | Einzeldenkmal im polnischen Teil des Parks – zusammen mit dem sächsischen Teil baugeschichtlich, kulturgeschichtlich, gartenkünstlerisch sowie historisch von internationaler Bedeutung (UNESCO-Weltkulturerbe). Die thing-ähnliche Anlage mit der Hermannseiche bezieht sich auf Hermann den Cherusker. |          |
| Weitere Bilder          | Pücklerstein (Kamień Pücklera) | Łęknica, ul. Wybrzeżna 25 (Karte) | 1901 | Einzeldenkmal im polnischen Teil des Parks – zusammen mit dem sächsischen Teil baugeschichtlich, kulturgeschichtlich, gartenkünstlerisch sowie historisch von internationaler Bedeutung (UNESCO-Weltkulturerbe). |          |
| Weitere Bilder          | Prinzenbrücke | Łęknica, ul. Wybrzeżna 25 (Karte) | 1854 (Steinbrücke) | Einzeldenkmal im polnischen Teil des Parks – zusammen mit dem sächsischen Teil baugeschichtlich, kulturgeschichtlich, gartenkünstlerisch sowie historisch von internationaler Bedeutung (UNESCO-Weltkulturerbe). Ursprünglich hölzerne Brücke, benannt nach dem Prinzen und späteren König Friedrich Wilhelm IV. |          |
| Weitere Bilder          | Arkaden- oder Schluchtbrücke | Łęknica, ul. Wybrzeżna 25 (Karte) | ab 1815 (Parkanlage) | Einzeldenkmal im polnischen Teil des Parks – zusammen mit dem sächsischen Teil baugeschichtlich, kulturgeschichtlich, gartenkünstlerisch sowie historisch von internationaler Bedeutung (UNESCO-Weltkulturerbe). Arkadenbrücke über die Hermannsschlucht mit dem Sarahweg (Sarah’s Walk). |          |
| Weitere Bilder          | Herrenberg-Viadukt am Baumschulenweg | Łęknica, ul. Wybrzeżna 25 (Karte) | 1862 | Einzeldenkmal im polnischen Teil des Parks – zusammen mit dem sächsischen Teil baugeschichtlich, kulturgeschichtlich, gartenkünstlerisch sowie historisch von internationaler Bedeutung (UNESCO-Weltkulturerbe). Viadukt am Herrenberg über den Baumschulenweg. |          |
| Weitere Bilder          | Kreuz am ehemaligen Mausoleum | Łęknica, ul. Wybrzeżna 25 (Karte) | 1888 (Mausoleum) | Einzeldenkmal im polnischen Teil des Parks – zusammen mit dem sächsischen Teil baugeschichtlich, kulturgeschichtlich, gartenkünstlerisch sowie historisch von internationaler Bedeutung (UNESCO-Weltkulturerbe). Gedächtniskapelle und Arnim-Mausoleum von 1888, zerstört 1945/1972. |          |

## Ausführliche Denkmaltexte
1. ↑  Sachgesamtheit Muskauer Park:
  - mit folgenden Einzeldenkmalen im Bereich Schlosspark: Neues Schloss (Schloßstraße, ohne Nr.), darin Bronzeplastik von Adolf Menzner, Kalksteinpflanzgefäß nordwestlich des Schlosses, Altes Schloss (Rentamt, Schloßstraße 4) und Kavaliershaus mit vorgelagertem Kalksteinpflanzgefäß (Schloßstraße 9) (ID-Nr. 09289941), weiterhin im Schlosspark sechs Brücken (Fuchsienbrücke, Rehderbrücke, Eichseebrücke mit Eichseewehr, Schäferbrücke, Schlossbrücke, Karpfenbrücke), drei Einfriedungen mit Toren, Wehr am Neißedamm und Turbinenhaus, Schlossgärtnerei, Reithalle und Gloriette (ID-Nr. 09289957), Vorwerk, bestehend aus Alter Schmiede (Bauhof 1, 2) zwei Wohnhäusern für Bedienstete (Bauhof 3–6 und Bauhof 8–11), einer Remise (Bauhof 12, 14), dem Marstall (südliches Gebäude, Bauhof ohne Nr.) und einem Stallgebäude (ohne Anschrift, nordöstlich von Bauhof 6) (ID-Nr. 09289944) sowie Orangerie (ID-Nr. 09289943),
  - mit folgenden Einzeldenkmalen im Bereich Badepark: Fußgängerbrücke (ID-Nr. 09289968, Hermannsbad), Villa Pückler (Hermannsbad 5), Villa Bellevue (Hermannsbad 1), sogenanntes Obersteigerhaus (Hermannsbad 7/8) mit Nebengebäude, Badehaus (Hermannsbad ohne Hausnr.), Turmvilla (Hermannsbad 9), Villa Caroline (Hermannsbad ohne Hausnr.) und weiteres Nebengebäude (ID-Nr. 09289967, Hermannsbad 1–9),
  - mit folgenden Einzeldenkmalen im Bereich Bergpark: Ruine der Bergkirche mit Resten der Einfriedungsmauer (am Kapellenweg), Brücke über die Bergsche Kirchgasse (wichtig für Blickbeziehungen innerhalb des Parks) und Brücke über die Straße aus Richtung Badepark (westlich von Hermannsbad 1) (Einzeldenkmal – ID-Nr. 09289960, ohne Anschrift) sowie sogenanntes Weinberghaus mit Seitengebäude (ID-Nr. 09289961)
2. ↑  Alaunbergbaufolgelandschaft: Haldenlandschaft im Süden bzw. Südwesten des Bergparks nördlich der Bautzener Straße, Landschaft aus Halden und kleinen, teils mit Wasser gefüllten Tagebrüchen (Pingen) und Restlöchern, die aufgrund menschlicher Materialverlagerung mittels Tage- und Tiefbau gestörten Bodenschichten sind auch erkennbar am Buchenbestand, der sich im Gegensatz zur für den Sandboden der Umgebung typischen Kiefern- und Eichenvegetation auf den einst kargen Halden aus den zu verwitternden Alaunerzen bzw. aus den bereits ausgelaugten Rückständen ansiedeln ließ.

Der Alaunbergbau (erstmals schriftlich belegt im Jahre 1573) erfolgte in einer Art „wildem Bergbau“ zunächst im Tagebau, später dem Alaun mittels Stollnvortrieb und Schachtabteufen in den Berg hinein folgend und erschloss so die in mehreren Flözen (also schichtgebundene Lagerstätten) im sandigen Untergrund lagernden Alaunerze (eigentlich Alauntone, bestehend aus Schwefelkies und Tonerde). Die Alaunerze enthielten allerdings selbst kein Alaun, dies musste erst in einem langwierigen Prozess hergestellt werden. Um 1830 wurden die abgebauten Erze zu diesem Zweck zunächst „in dachförmiger Gestalt im Freien aufgestürzt“ (StAFilA Bautzen, 50175, Standesherrschaft Muskau, Nummer 1468, Bl. 16ff.) und dort zwei oder mehr Jahre gelagert. Während dieser Zeit oxidierten der im Schwefelkies (Eisen(II)-disulfid, besser bekannt als Pyrit) gebundene Schwefel sowie das Eisen zu Schwefelsäure bzw. zu Eisenoxid. Die in Verbindung mit der Schwefelsäure entstandene schwefelsaure Tonerde (Aluminiumsulfat, auch Alaunerde genannt) wurde anschließend in den Auslaugkästen der „Laugerey“ (ebd.) in Wasser gelöst und damit von den unlöslichen Bestandteilen der Alaunerde getrennt. Die bereits beim Durchlaufen der terrassenförmig untereinander angeordneten Auslaugkästen aufkonzentrierte Lauge leitete man nachfolgend zur weiteren Aufkonzentration durch Wasserverdunstung sowie zur Ablagerung von Unreinheiten über die Dornen eines Gradierwerkes (bestehend aus in einem Holzgerüst aufgeschichteten, meist aus Schwarzdorn-Ästen zusammengefügten Reisigbündeln). Das Gradierwerk befand sich ursprünglich südlich des Alaunwerks im Bereich der heutigen sogenannten Nassen Wiese bzw. der heutigen, mit Bau der Waldeisenbahn leicht im Verlauf geänderten Bautzener Straße. Die nun 12- bis 18-prozentige Lauge, die „noch immer [nur] aufgelöste schwefelsaure Thonerde, die weder Alaun noch crystallisierbar ist, enth[ie]lt“ (ebd.), kam anschließend zum Versieden in die Alaunhütte. In kleinen Bleipfannen erhitzt und hierdurch um fast zwei Drittel eingedampft, entstand durch Hinzusetzen von Pottasche (Kaliumcarbonat) schließlich der kristallisationsfähige Alaun, ein wasserhaltiges Doppelsalz von Kalium und Aluminium (Aluminiumkaliumsulfat-Dodecahydrat, auch Kalialaun). Aus der in sogenannten Schüttelkästen unter ständiger Bewegung abkühlenden Restlauge fiel der Alaun „in spießigen Crystallen, Alaunmehl genannt“ (ebd.), aus und kam dann auf die Waschbank, wo es durch mehrmaliges Waschen mit klarem Wasser von Unreinheiten befreit wurde. In sogenannten Läuterpfannen wurde das Alaunmehl nachfolgend in kochendem Wasser aufgelöst, um danach in großen Fässern, den Wächsern, zu erkalten und wieder auszukristallisieren. Abschließend öffnete man die Fässer, zerschlug den durch Umkristallisation raffinierten Alaun und wusch es ein letztes Mal mit reinem Wasser. Nach dem Trocknen auf der Trockenbank wurde der nunmehr reine Alaun in Packfässer zu je 13 Zentnern verpackt und vertrieben.

Verkauf innerhalb von Sachsen, Böhmen, Braunschweig, Preußen und Russland, Verwendung von Alaun „zu allen Färbereyen der wollenen, leinenen und seidenen Zeuge [als Beizmittel], zur Gerberey [zum Weißgarmachen der Häute], Kattundruckerey [ebenfalls als Beizmittel] und noch anderen technischen Gewerken“ (ebd.), so etwa zum Leimen von Papier, zur Herstellung von Lackfarben oder als Grundstoff zur Arzneimittelherstellung z. B. zur Blutstillung. Aufgrund mangelnder Gewinne und angesichts des hohen Konkurrenzdrucks durch die aufkommende chemische Industrie, die Alaune einfacher und kostengünstiger technisch herstellen konnte, wurde das Muskauer Alaunwerk und damit auch der zugehörige Alaunbergbau im Jahre 1864 eingestellt.

Als letzte Zeugnisse des jahrhundertelangen Abbaus und der Weiterverarbeitung des „wichtigsten Naturprodukte[s] dieser Gegend, dem Alaune“ (Leske 1785, S. 74), sind die nach Stilllegung des Alaunwerks in den Muskauer Park eingegliederten Alaunerz-Halden (bzw. die Halden ausgelaugten Materials) zusammen mit dem sogenannten Obersteigerhaus (Hermannsbad 7/8) als Wohnhaus des Obersteigers, „welcher das ganze Werk dirigiert“ (Leske 1785, S. 90), von großer bergbaugeschichtlicher und ortsgeschichtlicher Bedeutung. Als Bestandteil des wild anmutenden Bergparks ist die Bergbaufolgelandschaft zudem landschaftsprägend.
3. ↑  Neues Schloss, Ruine (Schloßstraße). Um 1525 unter der Leitung eines italienischen Baumeisters unter der Herrschaft derer von Biberstein erbaut. Nach 1579 verändert, 1643 ausgebrannt. Die Neubauabsichten Fürst Pücklers, für die Karl Friedrich Schinkel um 1817 großzügige Entwürfe lieferte (Neues und Altes Schloss sollten durch hohe Bogengänge miteinander verbunden werden) kamen nicht zur Ausführung. Lediglich die große Auffahrtsrampe wurde nach den Plänen Schinkels angelegt. Die begleitenden Pferdeplastiken nicht erhalten. 1863–66 tiefgreifend umgebaut nach Entwürfen von Hermann Wentzel (1820–1889) und Strasser für den Prinzen Friedrich der Niederlande. 1945 zerstört, seitdem Ruine, zum Wiederaufbau vorgesehen.

Stattliche Dreiflügelanlage in den Formen einer niederländisch geprägten Neurenaissance mit nach Osten zur Rampe hin geöffnetem Hof. Der Bau an der Westseite von schlanken Rundtürmen flankiert, 1926 Anbau eines Tanzsaals an der Nordseite. Marstall (Schloßpark). Langgestreckter Putzbau mit Mansardwalmdach im Stil der Neurenaissance, bezeichnet mit 1901, mit genuteten Putzlisenen und geschweiften Staffelgiebeln. In ähnlicher Weise die sogenannte Remise (heute Wohnungen) gestaltet.

Ehemalige Reithalle (Promenadenweg). Gestaffelter Putzbau von Alfred Breslauer (1866–1954) oder H. Lehmann, 1922, die Formen ein Rückgriff auf die Neurenaissance.
4. ↑  Altes Schloss, heute Museum und Bibliothek (Schloßstraße 4). Mittelalterliche Wasserburg, bereits 1361 genannt, nach Errichtung des Neuen Schlosses um 1525 als Rentamt genutzt. Der Kern des bestehenden Baues wohl im Wesentlichen aus dem 1. Viertel des 17. Jahrhunderts, 1862 umgebaut, 1945 bis auf die Umfassungsmauern zerstört. 1965–68 Wiederaufbau in den Formen von 1862. Symmetrischer, zweigeschossiger Putzbau mit modernem Walmdach. Der vierachsige Mittelbau wird von schmalen risalitartig vorspringenden Seitenflügeln von 2 : 4 Achsen flankiert. Am Haupteingang imposantes Sandsteinportal mit Rustikaquaderung. Das Allianzwappen derer von Dohna und von Callenberg in einem gesprengten Giebel, drei Sandsteinfiguren von Flora, Herkules und Hygieia in Nischen zwischen den Obergeschossfenstern (Neuschöpfungen von Werner Hempel, 1968).

Altes Schloss (Rentamt, Schloßstraße 4): mittelalterliche Wasserburg, ab 1525 als Rentamt genutzt, im Kern 17. Jahrhundert, Umbau 1862, 1965–1968 Wiederaufbau in den Formen von 1862, vierachsiger Mittelbau wird von vorspringenden Seitenflügeln von 2:4 Achsen flankiert, rustikales Sandsteinportal, Wappen im Sprenggiebel.
5. ↑  Der Bergpark bleibt, als westlicher Teil der Muskauer Parkanlagen, an Bekanntheitsgrad hinter den östlich, an Schloss und Neiße gelegenen Teilen bisher zurück. Er kommt diesen aber historisch und strukturell an Bedeutung gleich. Nicht nur ist er Ort der frühesten Gestaltungsaktivitäten Pücklers, sondern formt erst zusammen mit seinem östlichen Pendant die ästhetische Gestalt, die den schon zuvor vorhandenen Ort Muskau im 19. Jahrhundert zum staffageartigen Struktur- und Bildbestandteil vereinnahmte. Wenn man sich von Süden, also auf dem größten Verkehrsweg, Muskau nähert, ist der Badepark (Hermannsbad), unterhalb des Muskauer Faltenbogens, als südöstlicher Teil des Bergparks nicht nur dessen optischer Auftakt, sondern überhaupt das erste, das man von den Pücklerschen Anlagen zu sehen bekommt. Er findet sofort Augenmerk durch seinen sanft ansteigenden Pleasureground, welcher durch die sich dahinter befindenden Gebäude gerahmt wird: durch die sogenannte Pücklervilla (Hermannsbad 5), die einstige Badeanlage mit Kuppelpavillon, Resten des Moorbadehauses und Wandelhalle und schließlich, als „zentralem Kompositionspunkt“, durch die Villa Bellevue (Hermannsbad 1).

Nicht nur die herausragende optische und strukturelle Bedeutung des Badeparks ist hervorzuheben, sondern auch und sogar besonders seine historische Relevanz. Die Versammlung von Bauten in gestalteter Natur ist einer der wenigen Teile des Muskauer Parks, der zu Wirkungszeiten Pücklers (1815 bis 1845) entstand. Dieses gilt an der südlichen Raumkante sicher für die sogenannte Pücklervilla (Hermannsbad 5), „sogenannt“, weil nicht für dessen eigene Belange, sondern (wie etwas später auch die Villa Bellevue) 1823/24 als Logierhaus für Gäste entworfen (als Umbau eines schon vorher dort existierenden Gebäudes). Diese Singularität und exemplarische (u. a. personengeschichtliche) Relevanz macht das Gebäude so wichtig, dass sein mittlerweile dürftiger Zustand und sein Veränderungsgrad dadurch aufgewogen werden. Das lang gestreckte zweigeschossige Bauwerk mit Mezzanin unter einem sehr flachen Satteldach besitzt eine überputzte Fachwerkkonstruktion. Die Fassade mit 15 Achsen und drei Eingängen der Längsschauseite weist zum Teil noch Gliederungselemente wie Gurtgesimse und Putzfaschen auf. Diese schlichte Gestaltung und die Kubatur weisen das Haus baugeschichtlich als Zeugnis des Klassizismus aus.

Die eigentlichen Badebauten des Badeparks (auch diese von exemplarischem Wert, da ohne diesen Ort Muskau nicht „Bad“ wäre), der Kuppelpavillon, das fragmentarisch erhaltene Moorbadehaus und die Wandelhalle, sind bis 1914 im Reformstil und – besonders der Pavillon – mit Einflüssen des Neobarock anstelle von entsprechenden Bauten des 19. Jahrhunderts entstanden. Die reiche Verzierung, florale und auch gegenständliche Ornamentik, kannelierte Säulen, rundbogige Fensterreihen und Arkaden sind baulich wie geschaffen für den Grundgedanken des Badeparks.

Die Villa Bellevue (Hermannsbad 1), wie die sogenannte Pücklervilla als Logierhaus entstanden (jedoch erst gegen Mitte des 19. Jahrhunderts) und wie diese auch mehrfach umgebaut, ist durch Position und Aufriss der zentrale Bau der in Rede stehenden Anlage. Ihn adeln nicht nur die tiefen, wohlproportionierten klassizistischen Baukörper, sondern vor allem die Holzkolonnaden seiner talseitigen Holzveranda.

Das nicht so sehr ins Auge fallende Obersteigerhaus (Hermannsbad 7/8), ein etwas im Hintergrund gelegener schlichter zweigeschossiger Ziegelbau, ist dennoch unentbehrlicher Bestandteil des Badeparks, ist es doch Zeugnis einer weiteren hier festzustellenden historischen Ebene: des einstigen, noch vor Beginn der Parkgestaltung begonnenen Alaunabbaus. Einzeldenkmale sind:
  - Villa Bellevue (Hermannsbad 1): klassizistischer dreigeschossiger Kubus mit Flachdach, an den sich langgestrecktes Gebäude mit zwei Geschossen hölzerner Liegebalkons anschließt
  - Badehaus (Hermannsbad ohne Hausnummer): Zentralraum mit Vorbau auf dorischen Säulen, seitlich Wandelgänge, aufwändige ornamentale Gestaltung, Reliefdarstellung des Jungbrunnens (Türrahmung, Türblatt befand sich im ehemaligen Rathaus)
  - Villa Pückler (Hermannsbad 5): verputzter Fachwerkbau
  - sogenanntes Obersteigerhaus (Hermannsbad 7/8): zweigeschossiges Ziegelgebäude
  - Villa Caroline (im rechten Winkel zur Turmvilla)
  - Turmvilla mit Nebengebäude (Hermannsbad 9): dreigeschossiger Putzbau mit Dachüberstand, zweigeschossiges Ziegelseitengebäude